# 키리시마가 동아리활동 그만둔대
《키리시마가 동아리활동 그만둔대》(桐島、部活やめるってよ 기리시마, 부카츠야메룻테요[*])는 아사이 료의 청춘 소설이자 이를 원작으로 2012년에 개봉한 일본 영화이다.
저자가 와세다 대학에 재학 중이던 2009년 제22회 소설 스바루 신인상을 수상한 데뷔작으로, 저자는 이 상의 첫 헤이세이 출생 수상자이다.

## 줄거리
남자 배구부 주장인 키리시마가 동아리활동을 그만두자 동급생 5명의 일상에 사소한 변화가 일어난다.

## 영화
2012년 8월 11일에 개봉하였다.
제34회 요코하마 영화제 작품상과 감독상을 수상하였다. 개봉 다음해인 2013년에는 제67회 마이니치 영화 콩쿨에서 일본 영화 우수상과 감독상을 수상하였으며, 기쿠치 히로키 역을 맡은 히가시데 마사히로도 이 작품으로 스포니치 신인상을 수상하였다.

### 출연
- 마에다 료야 - 카미키 류노스케
- 히가시하라 카스미 - 하시모토 아이
- 기쿠치 히로키 - 히가시데 마사히로
- 미야베 미카 - 시미즈 쿠루미
- 리사 - 야마모토 미즈키
- 사나 - 마츠오카 마유
- 사와지마 아야 - 오고 스즈카

### 수상 및 후보
| 연도   | 시상식                      | 상                | 후보                               | 결과 |
| ------ | --------------------------- | ----------------- | ---------------------------------- | ---- |
| 2012년 | 제37회 호치 영화상          | 최우수 감독상     | 요시다 다이하치                    | 수상 |
| 2012년 | 제37회 호치 영화상          | 작품상            | 《키리시마가 동아리활동 그만둔대》 | 후보 |
| 2012년 | 제37회 호치 영화상          | 남우주연상        | 카미키 류노스케                    | 후보 |
| 2012년 | 제37회 호치 영화상          | 신인상            | 히가시데 마사히로                  | 후보 |
| 2012년 | 제34회 요코하마 영화제      | 최우수 작품상     | 《키리시마가 동아리활동 그만둔대》 | 수상 |
| 2012년 | 제34회 요코하마 영화제      | 감독상            | 요시다 다이하치                    | 수상 |
| 2012년 | 제34회 요코하마 영화제      | 촬영상            | 콘도 류토                          | 수상 |
| 2012년 | 제34회 요코하마 영화제      | 최우수 신인상     | 하시모토 아이                      | 수상 |
| 2012년 | 제36회 일본 아카데미상      | 최우수 작품상     |                                    | 수상 |
| 2012년 | 제36회 일본 아카데미상      | 최우수 감독상     | 요시다 다이하치                    | 수상 |
| 2012년 | 제36회 일본 아카데미상      | 우수 각본상       | 키야스 코헤이, 요시다 다이하치     | 수상 |
| 2012년 | 제36회 일본 아카데미상      | 최우수 편집상     |                                    | 수상 |
| 2012년 | 제36회 일본 아카데미상      | 신인배우상 우수상 | 하시모토 아이, 히가시데 마사히로   | 수상 |
| 2012년 | 제36회 일본 아카데미상      | 작품부문 화제상   |                                    | 수상 |
| 2012년 | 제86회 키네마 준보 베스트텐 | 신인여우상        | 하시모토 아이                      | 수상 |

### 스핀오프 드라마
미야베 미카를 주인공으로하는 스핀오프 드라마가 2012년 8월에 WOWOW에서 방송되었다. 영화에서는 그려지지 않았던 원작의 미카의 집의 일화를 드라마화하고있다. 출연 시미즈 쿠루미, 이타야 유카 (특별 출연, 어머니의 목소리 역), 연출은 아키노 쇼이치.